# Giovanni Gazzinelli
Giovanni Gazzinelli (Araçuaí, 1927. szeptember 6. – 2020. január 14.) brazil orvos és tudós. Az olasz származású Gazzinelli biokémiából PhD-zott a Minas Gerais-i Szövetségi Egyetemen, az Ordem Nacional do Mérito Científico díj tulajdonosa.